# Pico (otok)
Pico (portugalsko Ilha do Pico, portugalska izgovorjava: [ˈiʎɐ du ˈpiku]) je otok v osrednji skupini portugalskih Azorov. Na otoku je istoimenski vulkan, Montanha do Pico, ki je najvišja gora na Portugalskem, Azorih in najvišja višina srednjeatlantskega hrbta. V tradiciji portugalskega pesnika Raula Brandaa se Pico imenuje Ilha Preta (Črni otok) zaradi črne vulkanske zemlje, ki je odgovorna za njegove zgodovinske vinograde, ki jih je Unesco uvrstil na seznam svetovne dediščine in omogočajo razvoj otoka.

## Zgodovina
Po umestitvi čred na otoku v prvi polovici 15. stoletja so prve kolonije oblikovali okoli leta 1460 naseljenci s severa Portugalske (s pomočjo Terceire in Graciose). Prvi otoški kapitan-Donatário je bil Álvaro de Ornelas, vendar ni nikoli prevzel svoje vloge na otoku, saj je bil vključen v kapitanijo Faiala. Lajes je bila prva podeželska vas, ki ji je leta 1542 sledil São Roque. Naseljenci so se prvotno ukvarjani s pridelavo pšenice, poleg raziskovanja industrije kovin (na podlagi rastline silina (v latinščini Isatis tinctoria), ki so jo izvažali v Flandrijo za proizvodnjo komercialnih barvil) in močno vplivali na izvozno industrijo svojega soseda Faiala.
Zelo kmalu se je razvilo vinogradništvo zaradi bogatih tal in mikroklime, ki je omogočila širitev zemljišč za pridelavo grozdja. Razvoj je potekal neprekinjeno v zgodovini, razen vulkanskih izbruhov v 18. stoletju; vinogradništvo in »oranžni cikel« sta bila razširjena dejavnosti na otoku skozi celotno obdobje. Leta 1723 je bila Madalena povzdignjena v status mesta, kar potrjuje njen gospodarski pomen za otok in poslovne povezave s Faialom (Horta je bila rezidenca številnih lastnikov in vinarjev otoka). Picov slavni verdelho (bela vinska trta, ki se goji po vsej Portugalski, čeprav je najbolj povezana z otokom Madeira, in se prav tako imenuje eno od štirih glavnih vrst vina Madeira. Na prelomu 20. stoletja je bilo najbolj razširjeno belo grozdje na Madeiri), ki je bil več kot dve stoletji, cenjen v mnogih državah (vključno z Anglijo in Amerikama in celo dosegel palače ruskih cesarjev). Toda širjenje pepelaste plesni in filoksere sredi 19. stoletja je uničilo mnoge vinograde, kar je povzročilo krizo na otoku, ki je trajala vse do 20. stoletja.
Prisotnost ameriških kitolovcev v vodah Azorov konec 18. stoletja je uvedla novo gospodarstvo, ki bi pomagalo stabilizirati gospodarstvo, dokler se na otoku ne uvedejo nove dejavnosti. Do leta 1970 je kitolov postal glavna industrija okoli otoka.

## Geografija

### Fizična geografija
Otok je 17,5 km južno od otoka São Jorge in le 7 km vzhodno od otoka Faial, v centralni skupini otokov, območje, ki je pogovorno znano kot o Triangulo (triangel). Pico je dolg 46 kilometrov in širok okoli 16 kilometrov, in se dviga od središča proti zahodu na vrhu stratovulkana Pico. Je drugi največji otok na Azorih. Ob osrednji ravnini vulkanskih stožcev do vzhodne obale je krajina prepolna ostankov kraterjev in z jezeri napolnjenih stožcev, in kjer prevladuje starodavni vulkan Topo. Geomorfološko je otok sestavljen iz treh enot:
- Vulkan Topo - na jugovzhodni obali in ustreza antičnemu vulkanu, ki so ga uničili erozija in plazovi;
- Achadska planota se razprostira od Topa do stratovulkana, je aksialna cona, ki jo sestavljajo žlindrasta lava in stožci lave vzdolž gorskega grebena, polnega jezerskih kraterjev, gostega grmičevja in gozdov. Stožci v tej regiji so usmerjeni vzdolž osi zahod-severozahod in jug-jugovzhod po poti vzhodno-zahodno med drugimi vulkanskimi strukturami;
- Vulkan Pico zavzema zahodni del otoka in ustreza osrednjemu vulkanu z 2341 metrov nadmorske višine. Vzdolž bokov so različni lavini in žlindrini stožci, ki se tvorijo vzdolž radialnih zlomov in prelomov.

Na splošno so tektonske strukture otoka Pico usmerjene vzdolž osi zahod-severozahod proti vzhodu in jugovzhodu ter severovzhodne do jugozahodne osi. Glavna os nadzoruje glavne strukture, zlasti glavno goro Pico, medtem ko sekundarne osi vplivajo na radialne prelome in razpoke vzdolž osrednje ravnine in vzhodnega vulkana.
Podobno kot zgoraj opisane geomorfološke strukture, je José Madeira (1998) v vulkanskih oblikah ugotovil naslednje enote:
- Vulkanski kompleks Lajes - se nanaša na najstarejše vulkanske strukture, ki obsegajo vulkane, lavo in drobir, stare od 35 do 300.000 tisoč let; sestavljajo strukture vzhodnega dela otoka, vključno s starodavnim vulkanom Topo.
- vulkanski kompleks Calheta de Nesquim - ki je nastal pred približno 230.000 tisoč leti, to je razpokana cona stožcev in bazaltnih lav, povezanih s planoto Achada in številnimi prelomi vzdolž osrednje planote otoka.
- vulkanski kompleks Madalene - najnovejši vulkanski kompleks z geološkimi in zgodovinskimi izbruhi; vključuje bazaltni stratovulkan Pico, pa tudi veliko stožcev, prelomov in polj lave, ki obkrožajo vrh 2351 metrov.

Zadnji vulkanski izbruh (ki je sporen) se je pojavil leta 1963, v majhnem podmorskem izbruhu ob severozahodni obali (severno od Cachorra v Santa Luzia). Pred tem je bila velika vulkanska aktivnost vidna na polju lave, ki je nastala le na območjih Prainhe (1562–64), Santa Luzie (1718), São João (1718) in Silveira (1720). Poti tokov lave so še vedno vidne; tiste v 16. stoletju in 1718 so bile še posebej velike, saj so segali več kot 10 km. Danes se edini vidni dokazi aktivnega vulkanizma pojavljajo na vrhu Pica, v bazi in notranjosti Piqueninha (mini vrh na vrhu); v tej coni so nepravilne emisije zaradi razpok. Poleg tega obstajajo emisije na vzhodnih bokih med 1500 in 2000 metri nadmorske višine. Ugotovljena so bila tudi območja uplinjanja vzdolž preloma, povezanega z Lagoa do Capitão in drugo v Topo vulkanu, ter izviri bogati s CO2 na območju Silveira.
Pico, podobno kot drugi otoki, je dovzeten za potresne dogodke, čeprav so bili epicentri lokalizirani predvsem v kanalu Faial-Pico ali Pico-São Jorge. Najmočnejši potres, ki je bil zabeležen v zadnjih 30 letih, se je zgodil 9. julija 1998 in je imel epicenter 5 kilometrov severovzhodno od Ponta da Ribeirinha na otoku Faial in dosegel 5,8 stopinje. To je bilo čutiti na Pico, z najvišjo stopnjo intenzivnosti 7 po Mercalliju; nekateri domovi so bili poškodovani in trpelo je imetje. Drugi nasilni potresi, ki so prizadeli otok, so seizmični dogodki iz leta 1957-58, povezani z izbruhom vulkana Capelinhos (na Faialu), potresa februarja 1964 na otoku São Jorge in potresa 1926, katerega epicenter je bil registriran v kanalu Faial-Pico.
Otok Pico je bil razvrščen kot hladno poletno sredozemsko podnebje (Köppnova podnebna klasifikacija: Csb) . Dež v Lajes do Pico večinoma pade v zimskem času, z relativno malo dežja poleti. Temperatura povprečno znaša 16,9 ° C in povprečje padavin 1012 mm.

### Družbena geografija
Glavna naselja so prestolnica Madalena, São Roque do Pico in Lajes do Pico. Vseh prebivalcev je bilo 15.761 (leta 2007).

## Gospodarstvo
Otok je bil znan po pomembni kitolovski industriji do leta 1980. Položaj otoka na srednjem Atlantiku pomeni, da je globoka voda zelo blizu. 
Aktivne industrije so turizem, ladjedelništvo in proizvodnja vina. Landscape of the Pico Island Vineyard Culture (Vinogradniška kulturna pokrajina otoka Pico) je od leta 2004 na Unescovem seznamu svetovne dediščine. Ima številna znana vina, ki se tržijo na Portugalskem in izvažajo v tujino. Otoško vino je bilo v 19. stoletju izvoženo tudi na carski dvor v Sankt Peterburg. V neštetih majhnih adegasih se še danes ponuja ne le vino, temveč tudi domači Aguardente. Znan je tudi sir na otoku, imenovan Queijo do Pico.

### Kiti
Profesionalni kitolov, ki so ga otočani izvajali v majhnih čolnih z 10 do 20 vesli (Botes Baleiros), je bil opuščen leta 1984, leta 1987 pa je bil ulovljen zadnji kit. Danes sta dva kitolovska muzeja na Picu. En je v Lajes do Pico, drug obnovljena "tovarna kitov" v São Roque.
Pico je center za opazovalce kitov v Evropi. Od leta 1985 je Pico razvil obsežno poslovno opazovanje kitov. Iz krajev Lajes in Madalena vodijo z napihljivimi čolni na opazovanje morskih sesalcev. V Madaleni so specializirani za izlete z dihalko z divjimi delfini.
Pred otokom so leta 2013 prvič posneli kita dvozoba (Mesoplodon mirus) pod vodo.

### Trajnostni turizem
Leta 2012 je Pico prejel zlato nagrado QualityCoast za prizadevanja, da postane trajnostna turistična destinacija. Zaradi te nagrade je bil Pico izbran za vključitev v globalni atlas za trajnostni turizem DestiNet. 